# Belval (Ardennes)
Pour les articles homonymes, voir Belval.
Ne doit pas être confondu avec Belval-Bois-des-Dames.
Belval est une commune française située dans le département des Ardennes, en région Grand Est.

## Géographie

### Description

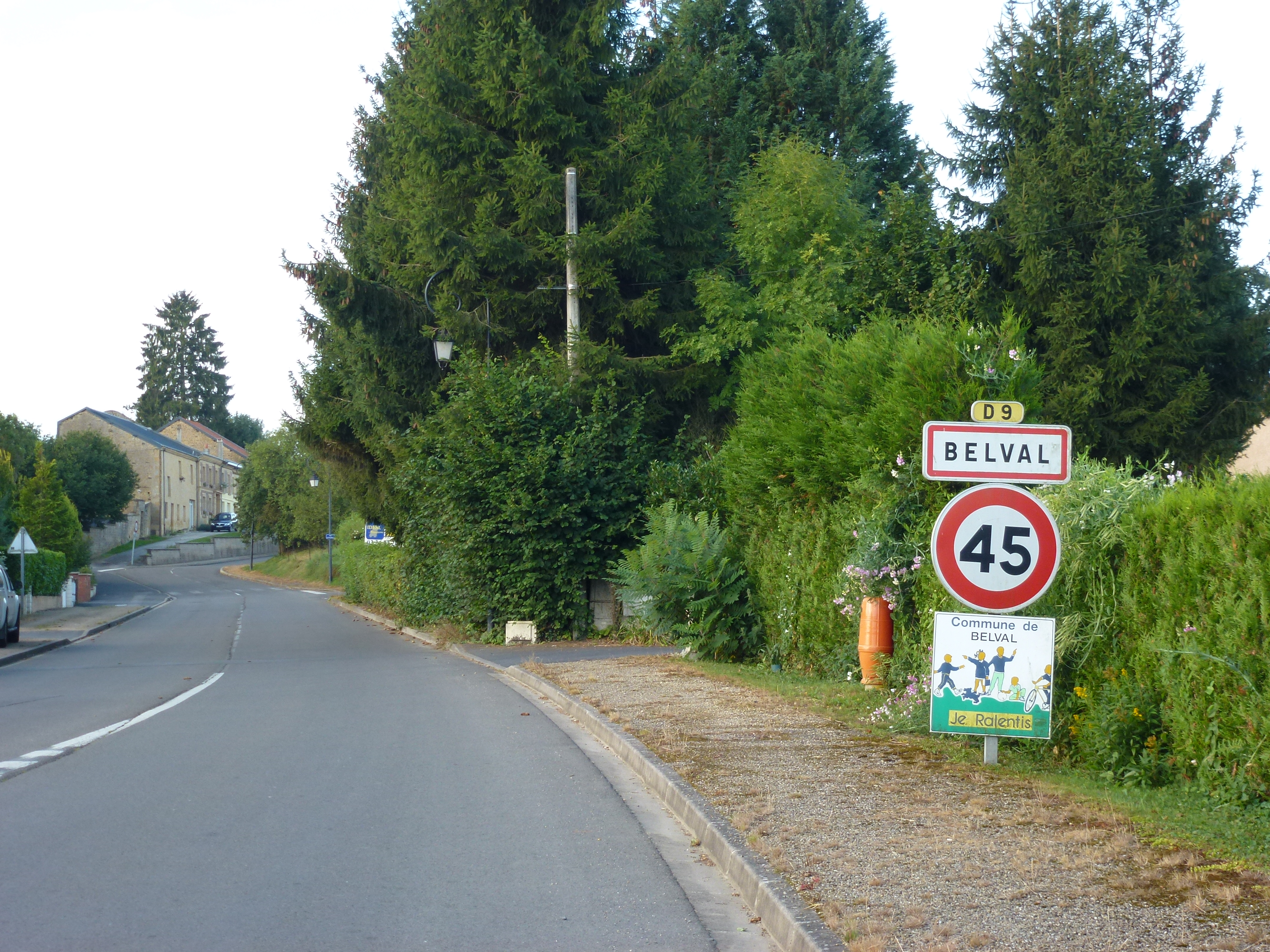

Berlval est un village périurbain ardennais situé à 6 km à l'ouest de Charleville-Mézières, 16 km de la frontière franco-belge, à 72 km au sud de Charleroi, 144 km au sud-est de Lille et 70 km au nord-est de Reims.
La commune est desservie par l'autoroute A304

### Communes limitrophes
| Haudrecy | Tournes | Damouzy |
| Sury     | Belval  |         |
| This     |         | Warcq   |

### Hydrographie
La commune est dans le bassin versant de la Meuse au sein du bassin Rhin-Meuse. Elle est drainée par la Sormonne et le ruisseau de This,.
La Sormonne, d'une longueur de 56 km, prend sa source dans la commune de Taillette et se jette  dans la Meuse à Warcq, après avoir traversé 23 communes.

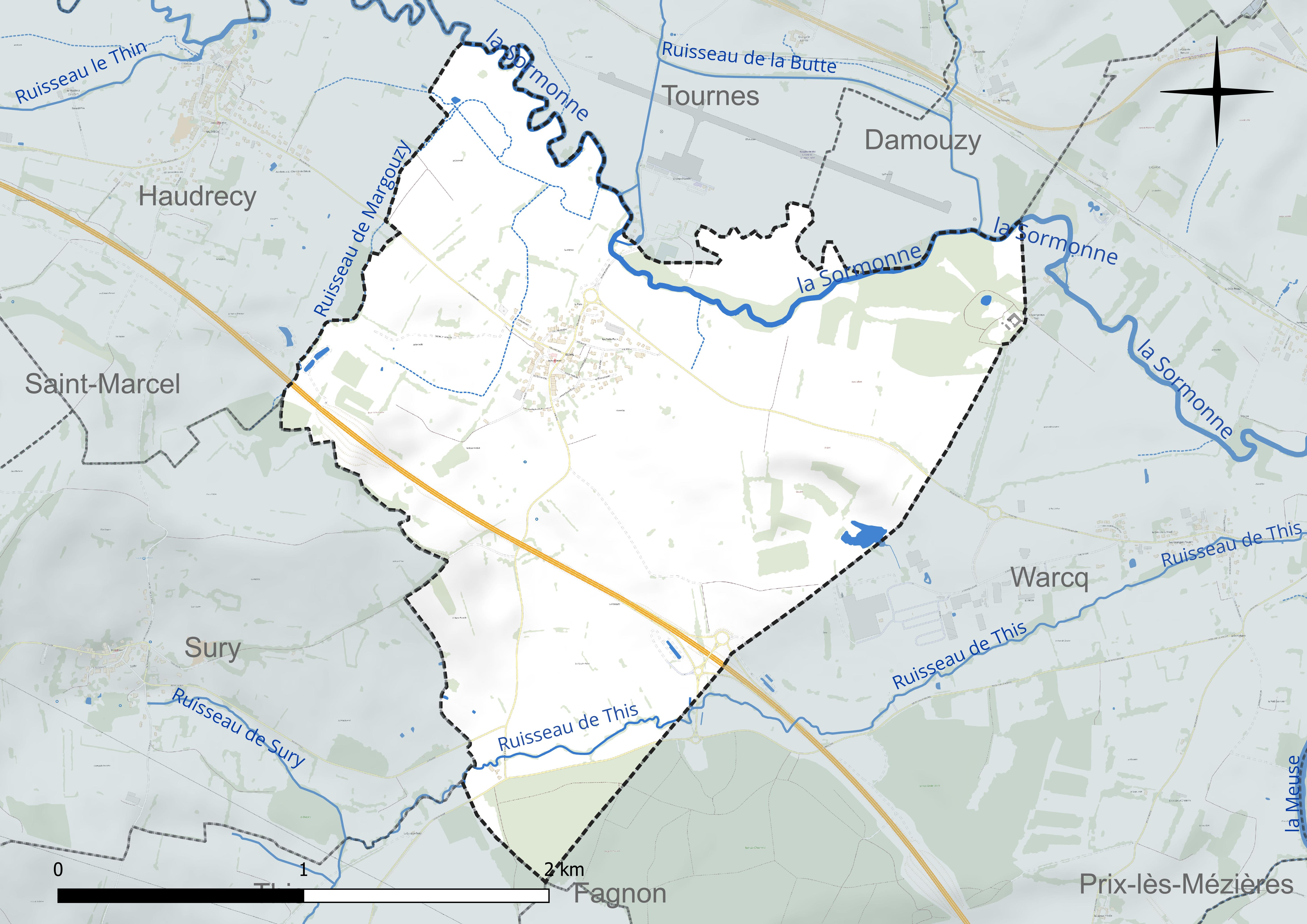
Réseaux hydrographique de Belval.

Le ruisseau de This, d'une longueur de 11 km, prend sa source dans la commune de Thin-le-Moutier et se jette  dans la Sormonne à Warcq, après avoir traversé six communes.

### Climat
Pour des articles plus généraux, voir Climat du Grand Est et Climat des Ardennes.
En 2010, le climat de la commune est de type climat des marges montargnardes, selon une étude du Centre national de la recherche scientifique s'appuyant sur une série de données couvrant la période 1971-2000. En 2020, Météo-France publie une typologie des climats de la France métropolitaine dans laquelle la commune est exposée à un climat océanique altéré et est dans une zone de transition entre les régions climatiques « Nord-est du bassin Parisien » et « Lorraine, plateau de Langres, Morvan ».
Pour la période 1971-2000, la température annuelle moyenne est de 10 °C, avec une amplitude thermique annuelle de 15,7 °C. Le cumul annuel moyen de précipitations est de 903 mm, avec 13,1 jours de précipitations en janvier et 9,5 jours en juillet. Pour la période 1991-2020, la température moyenne annuelle observée sur la station météorologique de Météo-France la plus proche, « Charleville-Méz. », sur la commune de Charleville-Mézières à 6 km à vol d'oiseau, est de 9,9 °C et le cumul annuel moyen de précipitations est de 928,4 mm. 
La température maximale relevée sur cette station est de 39,2 °C, atteinte le 25 juillet 2019 ; la température minimale est de −17,5 °C, atteinte le 1er janvier 1997,,.
Les paramètres climatiques de la commune ont été estimés pour le milieu du siècle (2041-2070) selon différents scénarios d'émission de gaz à effet de serre à partir des nouvelles projections climatiques de référence DRIAS-2020. Ils sont consultables sur un site dédié publié par Météo-France en novembre 2022.

## Urbanisme

### Typologie
Au 1er janvier 2024, Belval est catégorisée commune rurale à habitat dispersé, selon la nouvelle grille communale de densité à 7 niveaux définie par l'Insee en 2022.
Elle est située hors unité urbaine. Par ailleurs la commune fait partie de l'aire d'attraction de Charleville-Mézières, dont elle est une commune de la couronne,. Cette aire, qui regroupe 132 communes, est catégorisée dans les aires de 50 000 à moins de 200 000 habitants,.

### Occupation des sols
L'occupation des sols de la commune, telle qu'elle ressort de la base de données européenne d’occupation biophysique des sols Corine Land Cover (CLC), est marquée par l'importance des territoires agricoles (79 % en 2018), en diminution par rapport à 1990 (82,4 %). La répartition détaillée en 2018 est la suivante : 
prairies (79 %), forêts (9,6 %), zones industrielles ou commerciales et réseaux de communication (6,4 %), zones urbanisées (5 %). L'évolution de l’occupation des sols de la commune et de ses infrastructures peut être observée sur les différentes représentations cartographiques du territoire : la carte de Cassini (XVIIIe siècle), la carte d'état-major (1820-1866) et les cartes ou photos aériennes de l'IGN pour la période actuelle (1950 à aujourd'hui).

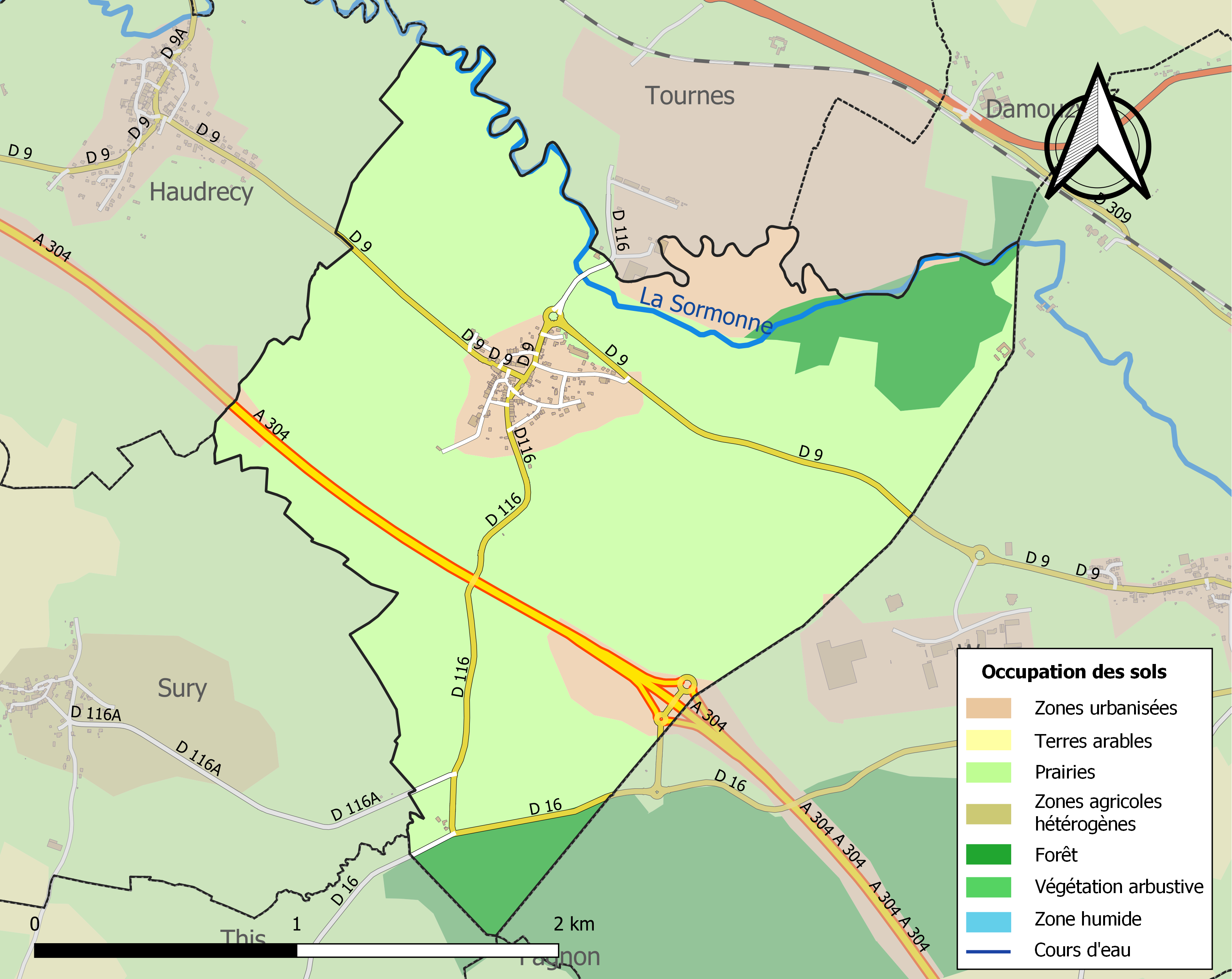
Carte des infrastructures et de l'occupation des sols de la commune en 2018 (CLC).

## Toponymie
Le nom de la localité est attesté sous la forme Bella-Vallis en 1070.
Belval : la « belle vallée », le « beau vallon » en ancien français, de l'adjectif féminin, de l'oïl, belle réduit à bel et val « vallée ».

## Histoire
Le village est cité comme secours de la cure de Saint-Prix en 1644 dans le pouillé d'Aliot[réf. nécessaire].
Il existait autrefois  deux écarts, le Moulin des Paquis et la Grange aux Bois[réf. nécessaire].
En 1829, Belval fusionne avec Sury pour former la commune de Belval-et-Sury. En 1871 chacune des deux communes initiales a repris son indépendance administrative.
En 1925, l'armée aménage un aérodrome de secours sur les communes de de Tournes, Belval et Damouzy, remplaçant le terrain abandonné de Villers-Semeuse qui datait du tout début de l'aviation.
Cet aérodrome est agrandi en 1936 et devient une infrastructure civile. Il ne semble pas qu'il ait eu d'usage militaire pendant la Seconde Guerre mondiale. L’aérodrome de Mézières - Tournes - Belval est ouvert à tous les appareils légers en 1947.

## Politique et administration

### Intercommunalité
La ville est membre depuis 2014 de la communauté d'agglomération dénommée Ardenne Métropole, un établissement public de coopération intercommunale (EPCI) à fiscalité propre créé par la fusion de plusieurs anciennes intercommunalités et auquel la commune avait transféré un certain nombre de ses compétences, dans les conditions déterminées par le code général des collectivités territoriales.

### Liste des maires
| Période                                  | Période                   | Identité          | Étiquette | Qualité                                                                            |
| ---------------------------------------- | ------------------------- | ----------------- | --------- | ---------------------------------------------------------------------------------- |
| Les données manquantes sont à compléter. |                           |                   |           |                                                                                    |
| avant 1875                               | après 1876                | Raucourt          |           |                                                                                    |
| 1989                                     | 1998                      | Marie Taillardant |           |                                                                                    |
| mars 2001                                | En cours (au 23 mai 2020) | Michel Normand    | DVD       | Vice-président de la CA Ardenne Métropole (2020 → ) Réélu pour le mandat 2020-2026 |

## Population et société

### Démographie
L'évolution du nombre d'habitants est connue à travers les recensements de la population effectués dans la commune depuis 1793. Pour les communes de moins de 10 000 habitants, une enquête de recensement portant sur toute la population est réalisée tous les cinq ans, les populations de référence des années intermédiaires étant quant à elles estimées par interpolation ou extrapolation. Pour la commune, le premier recensement exhaustif entrant dans le cadre du nouveau dispositif a été réalisé en 2008.

En 2022, la commune comptait 226 habitants, en évolution de +1,8 % par rapport à 2016 (Ardennes : −2,97 %, France hors Mayotte : +2,11 %).
| 1793 | 1800 | 1806 | 1821 | 1831 | 1836 | 1841 | 1846 | 1851 |
| ---- | ---- | ---- | ---- | ---- | ---- | ---- | ---- | ---- |
| 180  | 217  | 217  | 216  | 372  | 362  | 343  | 362  | 357  |

| 1866 | 1872 | 1876 | 1881 | 1886 | 1891 | 1896 | 1901 | 1906 |
| ---- | ---- | ---- | ---- | ---- | ---- | ---- | ---- | ---- |
| 360  | 184  | 182  | 183  | 182  | 180  | 168  | 166  | 166  |

| 1911 | 1921 | 1926 | 1931 | 1936 | 1946 | 1954 | 1962 | 1968 |
| ---- | ---- | ---- | ---- | ---- | ---- | ---- | ---- | ---- |
| 166  | 149  | 152  | 156  | 136  | 108  | 122  | 126  | 120  |

| 1975 | 1982 | 1990 | 1999 | 2006 | 2008 | 2013 | 2018 | 2022 |
| ---- | ---- | ---- | ---- | ---- | ---- | ---- | ---- | ---- |
| 107  | 140  | 156  | 197  | 219  | 225  | 230  | 222  | 226  |

### Associations
- Jeunesse de Belval.[réf. nécessaire]

## Économie
- Aérodrome de Charleville-Mézières - Belval, géré par le conseil départemental des Ardennes. Sa piste est située à Tournes[26],[27],[28]

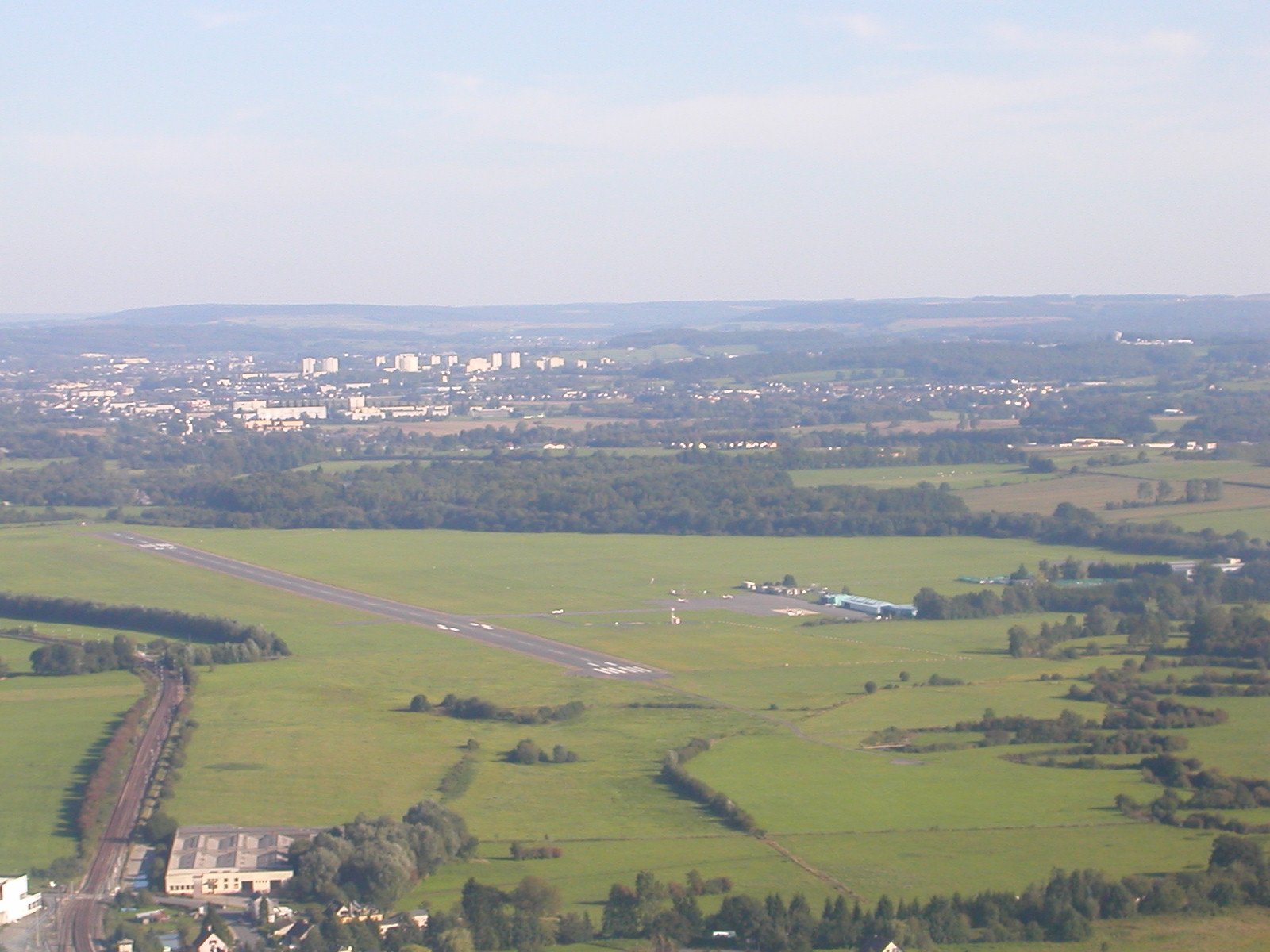
L'aérodrome de Charleville-Mézières-Belval.

## Culture locale et patrimoine

### Lieux et monuments
- Église Saint-Nicolas de Belval.

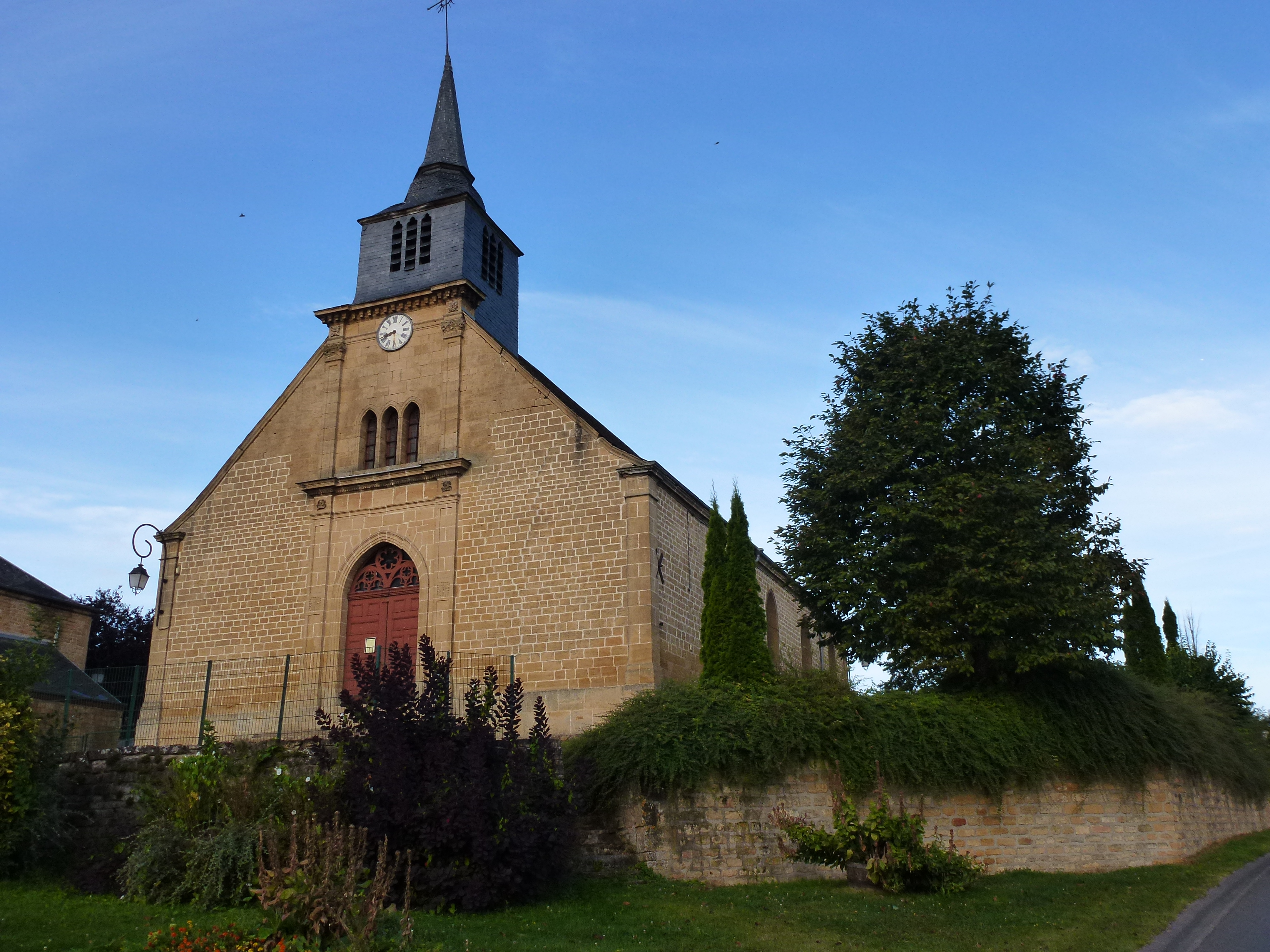
L'église.
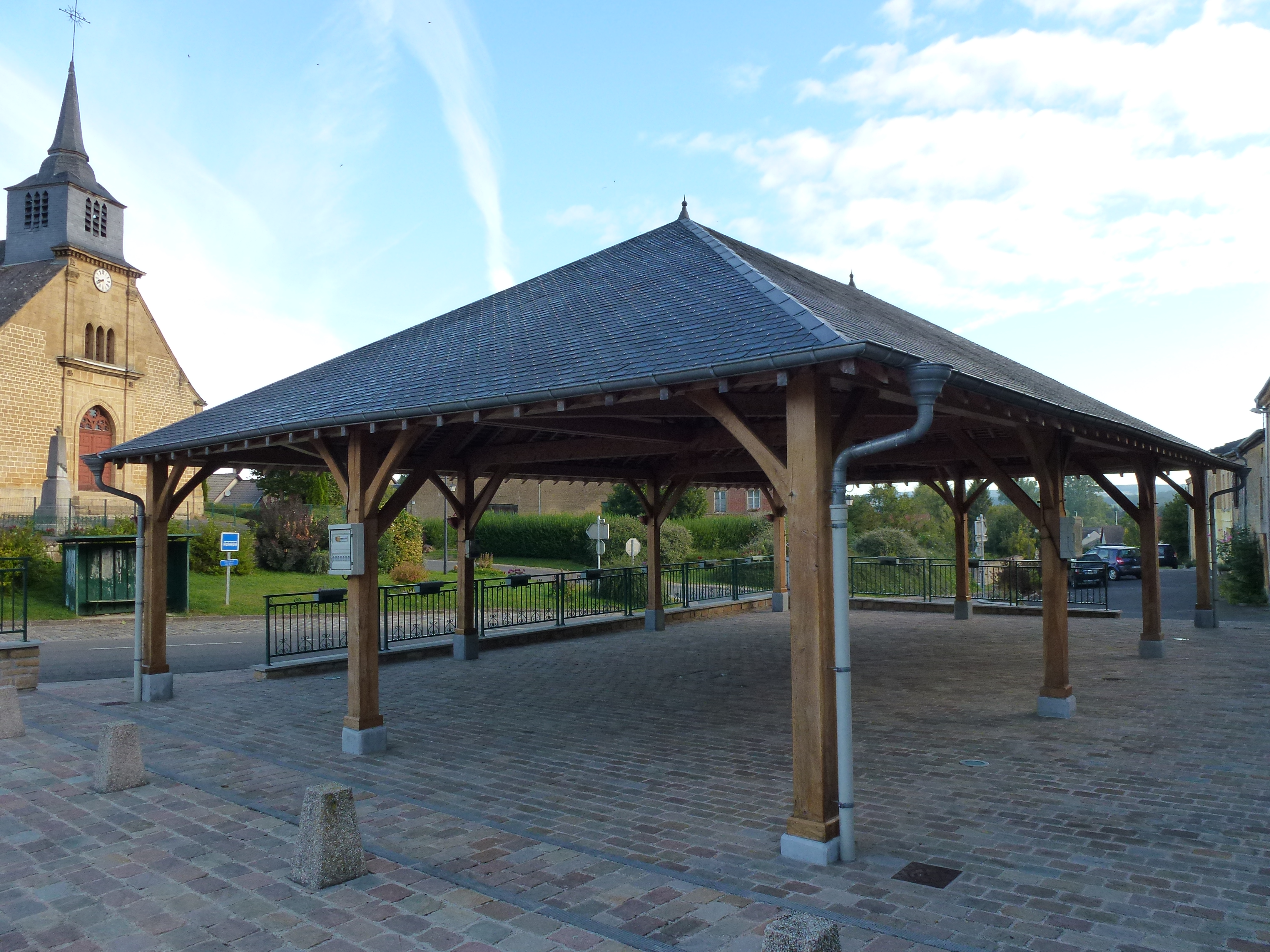
La halle.
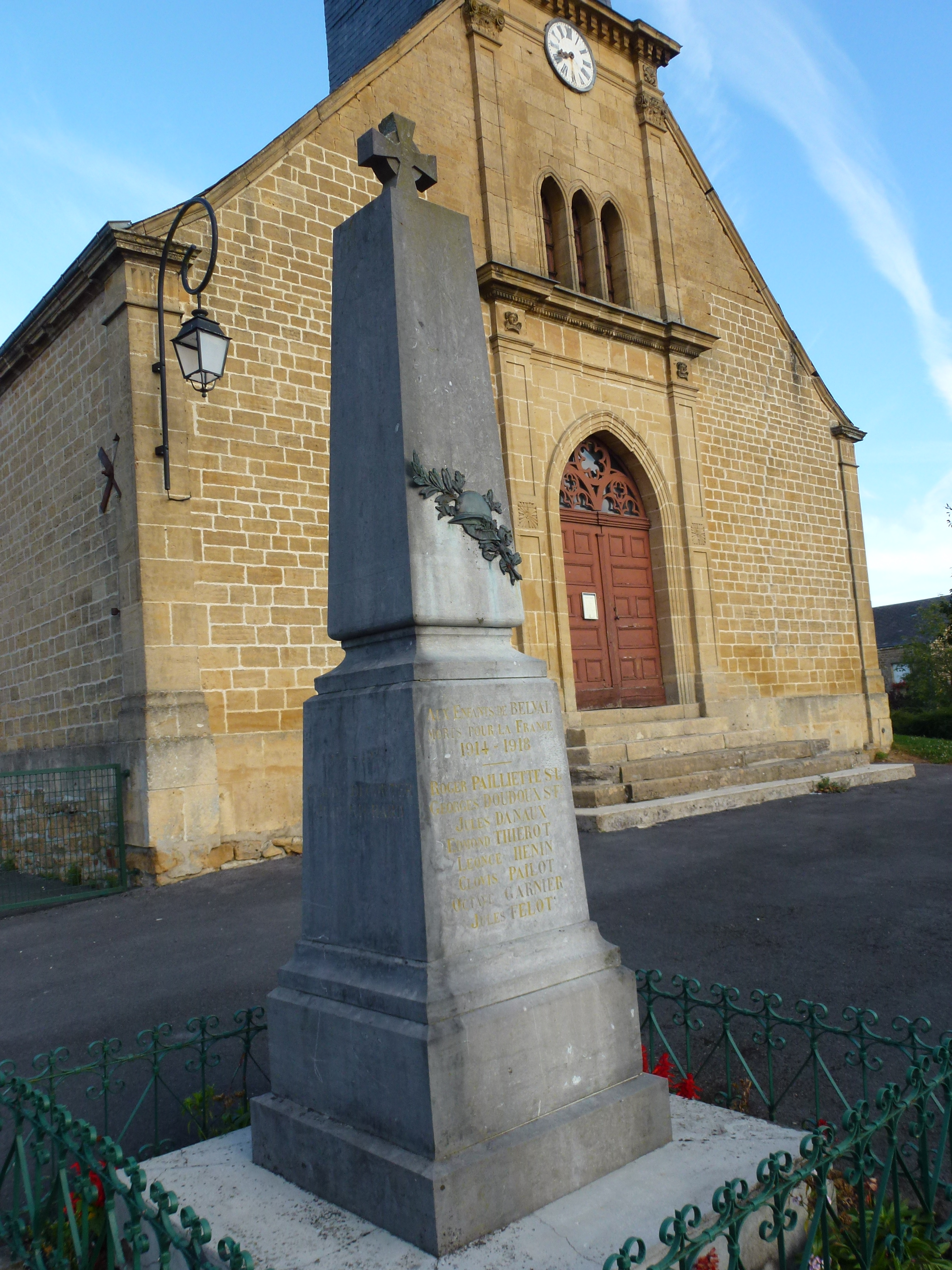
Le monument aux morts et l'église.

### Personnalités liées à la commune
- Jean-Jacques Herbulot (1909-1997), architecte naval y est né.